# Kotlina Gorzowska
Kotlina Gorzowska (315.32) – jednostka geomorfologiczna w zachodniej Polsce będąca fragmentem Pradoliny Toruńsko-Eberswaldzkiej.
Kotlina Gorzowska od północy graniczy z Równiną Gorzowską, Pojezierzem Dobiegniewskiem, Równiną Drawską, Pojezierzem Wałeckim, od południa z Pojezierzem: Łagowskim i Poznańskim, od wschodu z Pojezierzem Chodzieskim, a na zachodzie łączy się z Kotliną Freienwaldzką. Długość Kotliny Gorzowskiej wynosi 120 km, szerokość do 35 km, powierzchnia obejmuje 3740 km². 
W jej skład wchodzą 4 subregiony:
- Dolina Dolnej Noteci,
- Obornicka Dolina Warty,
- Dolina Dolnej Warty,
- Międzyrzecze Warty i Noteci.